# Ràdio 4
Ràdio 4 es una emisora de radio pública española de ámbito regional, integrada en Radio Nacional de España (RNE), que emite exclusivamente para Cataluña y Andorra en FM y TDT en lengua catalana. Inició sus emisiones en 1976.

## Historia
Ràdio 4  fue creada en Cataluña durante la transición española, en 1976, impulsada por el entonces director del ente público, Jorge Arandes. A diferencia del resto de cadenas de RNE en Cataluña (Radio 1, Radio 2 y Radio 3), Ràdio 4 emitiría íntegramente en catalán, siendo la primera radio pública catalana de la historia, y la segunda emisora, tras Radio Olot, en emitir en dicha lengua después de la guerra civil española. El entonces Jefe de Programas de RNE en Cataluña, Pere Nin Vilella, fue uno de sus máximos valedores y el responsable de la definición de las primeras parrillas de programación de la estación. Las emisiones se iniciaron el 13 de diciembre de 1976, coincidiendo con la noche de la festividad de Santa Lucía.
En 1988, cuando Radiocadena Española se integró en el resto de antenas públicas en Radio Nacional de España, el nombre de Radio 4 sirvió para identificar también la "nueva" red de emisoras destinada a abarcar las necesidades de las comunidades autónomas españolas. Sin embargo, las emisiones de esta nueva cadena cesaron el 25 de julio de 1991 a las ocho de tarde, conectando desde ese momento con la programación de Radio 1 y Radio 5, con la excepción de Radio 4 en Sevilla y Ràdio 4 en Barcelona que mantuvieron su actividad independiente durante un año más para cubrir la información de la Expo 92 y los Juegos Olímpicos respectivamente. Durante ese momento, Ràdio 4 se transformó en La Ràdio Olímpica, con boletines de noticias en doce idiomas diferentes.
A principios de 2006, la dirección de RTVE anunció un plan de saneamiento del ente público que incluía, entre otras medidas, el cierre de Ràdio 4. Según el entonces presidente de la Sociedad Estatal de Participaciones Industriales (SEPI), Enrique Martínez Robles, Ràdio 4 era la emisora "de mayor coste por oyente de España y una de las más caras de Europa. De los 7,5 millones de personas en Cataluña, sólo 8.500 personas la escuchan, y así no sirve para nada; ni es servicio público, ni cohesiona el territorio".
Ante esta medida, los trabajadores de la emisora organizaron una campaña contra el cierre, bajo el eslogan Ràdio 4 és viva (en castellano: Radio 4 está viva), que tuvo el apoyo de múltiples oyentes (se recogieron 26.136 firmas), sindicatos, partidos políticos y otros organismos sociales. Finalmente, en junio de 2007, Santiago González, tras ser elegido director de RNE, anunció que la emisora no cesaría sus emisiones, argumentado que "el valor de Ràdio 4, aparte del histórico, es que está presente en toda Cataluña".
Junto a la potenciación de la programación en catalán de La 2 de TVE para septiembre de 2020 se emitirá el matinal Un café d'idees conducido por Gemma Nierga.
El 22 de julio del 2024, estrenan el nuevo programa ‘L’estiu a Radio 4’, un magacín de tres horas diarias en directo, de lunes a viernes, con la apuesta de jóvenes periodistas catalanes. Presentado por María García, el nuevo formato de entretenimiento trata temas de actualidad, música, entrevistas, moda y prensa rosa, de la mano del periodista del corazón, Marc Leirado.
El 2 de agosto de 2025, el presidente de RTVE ha confirmado a la Obra Cultural Balear (OCB) que ya se han completado todos los trámites necesarios para que Ràdio 4, la emisora en catalán de RNE, pueda escucharse en las Islas Baleares a través de la TDT. Se trata de un primer compromiso que se materializa tras las gestiones realizadas recientemente por la entidad con el ministro de Transformación Digital y de la Función Pública, Óscar López, y con el presidente de RTVE, José Pablo López. El objetivo es que, a medio o largo plazo, Ràdio 4 también pueda emitirse en FM y en formato de radio digital terrestre DAB+, en el archipiélago.
El actual director de la emisora es Pére Buhigas. 

## Frecuencias

### FM
Provincia de Barcelona
- Barcelona: 100.8 FM
- Collsuspina: 104.7 FM
- Igualada: 106.9 FM
- Monistrol de Montserrat: 103.8 FM
- San Pedro de Ribas: 106.3 FM

 Provincia de Gerona
- Gerona: 106.2 FM
- La Molina: 90.8 FM
- Olot: 106.6 FM
- Palafrugell: 103.0 FM

 Provincia de Lérida
- Baqueira: 93.3 FM
- Bosost: 102.3 FM
- Lérida: 87.9 FM
- Pont de Suert: 104.9 FM
- Solsona: 93.7 FM
- Soriguera: 90.6 FM
- Viella: 102.6 FM

 Provincia de Tarragona
- Monte Caro: 90.7 FM
- Tarragona: 88.8 FM

 Andorra
- Andorra la Vieja: 106.0 FM

### TDT
- Red de cobertura estatal (en emision en Cataluña): RGE1
- Red de cobertura estatal (a partir de Septiembre de 2025, disponible en Baleares): RGE1

## Logotipos
| 1976 - 1981 | 1981 - 1997 | 15 de julio - 10 de agosto de 1992 | 1997 - 2004 | 2004 - 2008 | 2008 - 2016 | 2016 - Actualidad |
| ----------- | ----------- | ---------------------------------- | ----------- | ----------- | ----------- | ----------------- |